# Tigrioides puncticollis
Tigrioides puncticollis là một loài bướm đêm thuộc phân họ Arctiinae, họ Erebidae.